# Coma (boek)
Coma is een boek geschreven door de Amerikaanse schrijver Robin Cook. Dit boek is ook verfilmd onder dezelfde titel, met onder anderen Michael Douglas.

## Verhaal
Wanneer de medisch studente Susan Wheeler bij toeval ontdekt dat er erg veel jonge mensen in coma geraken in operatiezaal 8, stelt ze een onderzoek in. Uiteindelijk komt ze erachter dat het ziekenhuis de organen van de comapatiënten doorverkoopt.